# María del Pilar de Baviera y Borbón

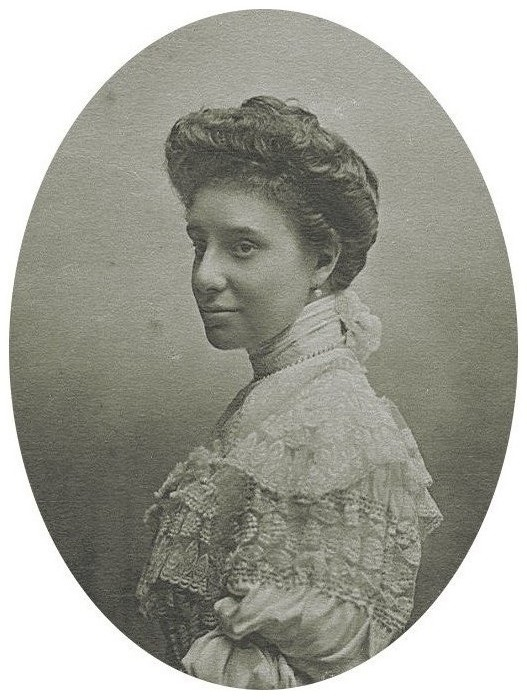
La Infanta María Teresa, madre de la Infanta María del Pilar.

María del Pilar de Baviera y Borbón (Madrid, 15 de septiembre de 1912-ibidem, 9 de mayo de 1918) fue la cuarta y última hija del infante Fernando María de Baviera (que previamente había ostentado el título de príncipe) y de la infanta María Teresa de Borbón. Por decisión de su tío materno, el rey de España, María del Pilar recibió el título de infanta de España.

## Biografía
María del Pilar era la hija menor de Fernando de Baviera y de María Teresa de Borbón. Sus abuelos paternos eran el príncipe Luis Fernando de Baviera y la infanta María de la Paz de Borbón, hija de la reina Isabel II de España; por línea materna era nieta del difunto rey Alfonso XII de España y de María Cristina de Habsburgo-Lorena, regente durante la minoría de su hijo, Alfonso XIII. Los padres de María del Pilar eran primos carnales, así como sus abuelos paternos. Antes de su nacimiento, el rey decretó que el príncipe o princesa que naciese de la infanta María Teresa, gozaría de las prerrogativas de infante o infanta de España.
Su madre murió ocho días después de su nacimiento, sin haberse recuperado del laborioso parto, como también había fallecido su hermana, María de las Mercedes, princesa de Asturias, ocho años antes que ella. El día 28 de septiembre de 1912, la infanta fue bautizada en la más estricta intimidad debido a la reciente muerte de su madre. Fueron sus padrinos Leopoldo, príncipe regente de Baviera, y Aldegunda de Baviera, duquesa viuda de Módena. La corta vida de María del Pilar transcurrió principalmente en el palacete que su padre poseía en la Cuesta de la Vega, próximo al Palacio de Oriente de Madrid. La infanta tenía tres hermanos mayores llamados Luis Alfonso, José Eugenio y María de las Mercedes.
En 1914, su padre contrajo matrimonio por segunda vez con María Luisa de Silva y Fernández de Henestrosa, que con motivo de su boda recibió el título de duquesa de Talavera de la Reina y a la que le fue otorgado el título de infanta de España en 1927. No hubo descendencia de esta unión.
María del Pilar falleció prematuramente a causa de una meningitis, en Madrid, el 9 de mayo de 1918, sin haber cumplido los seis años de edad. Fue enterrada en el Panteón de Infantes en el Monasterio de El Escorial.

## Nota
1. ↑  Representados por los abuelos paternos de la neófita, Luis Fernando de Baviera y María de la Paz de Borbón.